# Лейн (округ, Орегон)
Округ Лейн (англ. Lane County) располагается в штате Орегон, США. Официально образован 29 января 1851 года. По состоянию на 2010 год, численность населения составляла 351 715 человек.

## География
По данным Бюро переписи США, общая площадь округа равняется 12 229,992 км2, из которых 11 792,282 км2 суша и 435,120 км2 или 3,550 % это водоёмы.

## Население
По данным переписи населения 2000 года в округе проживает 322 959 жителей в составе 130 453 домашних хозяйств и 82 185 семей. Плотность населения составляет 27,00 человек на км2. На территории округа насчитывается 138 946 жилых строений, при плотности застройки около 12,00-ти строений на км2. Расовый состав населения: белые — 90,64 %, афроамериканцы — 0,78 %, коренные американцы (индейцы) — 1,13 %, азиаты — 2,00 %, гавайцы — 0,19 %, представители других рас — 1,95 %, представители двух или более рас — 3,32 %. Испаноязычные составляли 4,61 % населения независимо от расы.
В составе 28,50 % из общего числа домашних хозяйств проживают дети в возрасте до 18 лет, 48,90 % домашних хозяйств представляют собой супружеские пары проживающие вместе, 10,00 % домашних хозяйств представляют собой одиноких женщин без супруга, 37,00 % домашних хозяйств не имеют отношения к семьям, 26,60 % домашних хозяйств состоят из одного человека, 9,10 % домашних хозяйств состоят из престарелых (65 лет и старше), проживающих в одиночестве. Средний размер домашнего хозяйства составляет 2,42 человека, и средний размер семьи 2,92 человека.
Возрастной состав округа: 22,90 % моложе 18 лет, 12,00 % от 18 до 24, 27,50 % от 25 до 44, 24,40 % от 45 до 64 и 24,40 % от 65 и старше. Средний возраст жителя округа 37 лет. На каждые 100 женщин приходится 96,90 мужчин. На каждые 100 женщин старше 18 лет приходится 94,70 мужчин.
Средний доход на домохозяйство в округе составлял 36 942 USD, на семью — 45 111 USD. Среднестатистический заработок мужчины был 34 358 USD против 25 103 USD для женщины. Доход на душу населения составлял 19 681 USD. Около 9,00 % семей и 14,40 % общего населения находились ниже черты бедности, в том числе — 16,10 % молодежи (тех, кому ещё не исполнилось 18 лет) и 7,50 % тех, кому было уже больше 65 лет.

## Экономика
В городе Коберг расположена штаб-квартира Marathon Coach Corporation, здесь же в округе расположены производственные мощности компании.

## Известные жители
Фредерик Гомер Балч (1861-1891) - американский писатель автор романов «Мост богов: Роман об индейцах Орегона» и «Женевива: повесть об Орегоне».